# 九龍巴士272S線
九龍巴士272S線，由九巴營辦，來往鑽石山站及香港科學園，途經大老山隧道，只於星期一至六繁忙時間提供服務，主要方便於香港科學園工作人士在大老山隧道巴士轉乘站轉乘其他巴士路線或接駁港鐵觀塘綫及屯馬綫。

## 歷史
- 2005年5月6日：投入服務（全程$6.5，分段$5.2），只於平日早上繁忙時間行走[1]。
- 2005年10月17日：增設下午回程服務。
- 2008年6月8日：九巴加價，全程$6.5（不變），分段$5.5
- 2011年5月15日：九巴加價，全程$6.8，分段$5.7
- 2013年3月17日：九巴加價，全程$7.2，分段$6.1
- 2014年7月6日：九巴加價，全程$7.5，分段$6.4
- 2014年12月29日：上午往科學園班次延長至科學園第三期巴士總站，下午由科學園開出的班次則繼續在科技大道西原有的總站開出，繞經科學園第三期巴士總站後返回原線[2]。
- 2015年9月5日：增設到站時間預報。[3]
- 2016年1月18日：上午往科學園班次增加一班，並調整開出時間[4]。
- 2018年4月30日：上午增加09:05往科學園的班次[5]。
- 2018年8月20日：星期一至五去程班次增至14班，回程班次增至13班[6]
- 2018年9月28日：星期一至五去程班次增至15班。[7]
- 2019年1月21日：星期一至五去程班次增至17班。[8]
- 2019年10月4日：星期一至五去程班次增至19班。[9]
- 2020年11月30日：來回增加馬料水公眾碼頭分站。[10]
- 2022年10月10日：星期一至五去程班次減至十七班，回程班次減至十二班；星期六去程班次減至四班，回程班次減至兩班，頭班車延遲至18:10開出。
- 2021年4月4日：九巴加價，全程$8，分段$6.8
- 2023年6月18日：九巴加價，全程$8.3，分段$7.1
- 2024年7月15日：星期一至五去程班次減至十六班，星期六去程班次減至三班。

## 服務時間（詳細班次）
| 鑽石山站開 | 鑽石山站開 | 鑽石山站開 | 鑽石山站開 |
| 星期一至五 | 星期一至五 | 星期一至五 | 星期一至五 |
| ---------- | ---------- | ---------- | ---------- |
| 07:10      | 07:30      | 07:45      | 08:00      |
| 08:10      | 08:20      | 08:26      | 08:32      |
| 08:38      | 08:44      | 08:50      | 08:58      |
| 09:06      | 09:14      | 09:22      | 09:30      |
| 星期六     |            |            |            |
| 07:30      | 08:10      | 08:45      |            |

| 香港科學園開 | 香港科學園開 | 香港科學園開 | 香港科學園開 |
| 星期一至五   | 星期一至五   | 星期一至五   | 星期一至五   |
| ------------ | ------------ | ------------ | ------------ |
| 17:15        | 17:30        | 17:42        | 17:54        |
| 18:02        | 18:10        | 18:18        | 18:27        |
| 18:36        | 18:45        | 19:00        | 19:15        |
| 星期六       |              |              |              |
| 18:10        | 18:35        |              |              |

星期日及公眾假期不設服務

## 收費
全程：$8.3
- 過大老山隧道後往香港科學園／鑽石山站：$7.1

| - 本線設有12歲以下小童及65歲或以上長者半價優惠。 - 65歲或以上香港居民使用「樂悠咭」，以及12歲以下合資格殘疾兒童使用「殘疾人士身份」個人八達通繳付車資，均可享有每程$2.0或半價（以較低者為準）的票價優惠；12至64歲合資格殘疾人士使用「殘疾人士身份」個人八達通（包括「樂悠咭」），以及60至64歲香港居民使用「樂悠咭」繳付車資，均可享有每程$2.0或全費（以較低者為準）的票價優惠。 - 65歲或以上長者如使用長者或一般個人八達通繳付車資，則只可享有半價優惠；12至64歲合資格殘疾人士如不使用「殘疾人士身份」個人八達通，以及60至64歲人士如不使用「樂悠咭」繳付車資，必須繳付全費。 - 乘客可以現金或八達通於上車時付款，不設找續。 - 每位成人乘客可免費攜帶最多兩名4歲以下而不佔座位的兒童乘客乘車，超額之4歲以下小童必須繳付小童車費乘車。 - 持有「九巴月票」之乘客在車票有效期內，每日可享最多10程任何九龍巴士及龍運巴士路線（包括本路線，以及聯營路線的九龍巴士／龍運巴士提供的班次；惟乘搭機場「A」及「NA」線則可享原價二七折優惠（不會計算每天10次合資格車程））；而B1線則每日可享最多各2程（不會計算每天10次合資格車程）。 - 九龍巴士、城巴、龍運巴士及陽光巴士全職員工及家屬（不包括外判職員）可免費乘搭本路線，惟必須拍職員或職員家屬八達通。 - 乘客亦可透過多元化電子支付系統（e度嘟）繳付車資，包括使用非接觸式VISA卡、JCB卡、萬事達卡、銀聯卡、美國運通、大來國際、Discover Card、Apple Pay、Google Pay、Samsung Pay、AlipayHK「易乘碼」、支付寶、WeChatHK／微信支付「搭車碼」、銀聯雲閃付「乘車碼」及BOC Pay「乘車碼」。乘客使用此付款方式，使用此支付方式的乘客可享有中途下車之分段收費，以及與其他九巴／龍運獨營路線或聯營線九巴／龍運班次之轉乘優惠，惟不適用於與非九巴／龍運路線之轉乘優惠，亦不能享有「公共交通費用補貼計劃」及「長者及合資格殘疾人士公共交通票價優惠計劃」。 |

本線是大老山隧道轉乘優惠計劃中其中一條路線。

## 使用車輛
本線由85K、85M、87K、286M、299X、681抽調車輛行走。

## 軼事
本線曾經是唯一一條由九龍市區單向前往新界的非機場早晨特別線，是一項比較特別的紀錄。

## 行車路線
鑽石山站開經：龍蟠街、大磡道、大老山隧道、大老山公路、澤祥街、瑞祥街、科學園路及科技大道西。
香港科學園開經：科技大道西、科研路、創新路、科學園路、瑞祥街、大老山公路、大老山隧道、斧山道、迴旋處、鳳德道及龍蟠街。

### 沿線車站

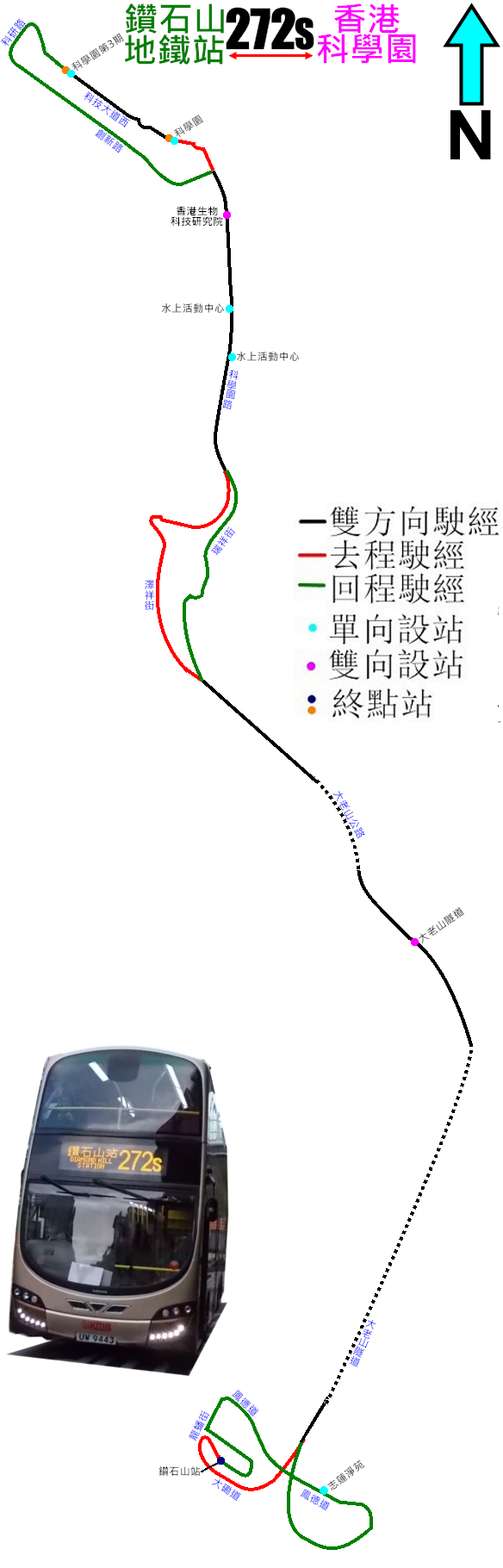
此線的走線圖

| 鑽石山站開 | 鑽石山站開         | 鑽石山站開             | 香港科學園開 | 香港科學園開       | 香港科學園開           |
| 序號       | 車站名稱           | 位置                   | 序號         | 車站名稱           | 位置                   |
| ---------- | ------------------ | ---------------------- | ------------ | ------------------ | ---------------------- |
| 1          | 鑽石山站巴士總站   | 鑽石山站公共運輸交匯處 | 1            | 香港科學園         | 科技大道西             |
| 2          | 大老山隧道（B4）   | 大老山公路             | 2            | 香港科學園第三期   | 科技大道西             |
| 3          | 馬料水公眾碼頭     | 科學園路               | 3            | 香港生物科技研究院 | 科學園路               |
| 4          | 水上活動中心       | 科學園路               | 4            | 水上活動中心       | 科學園路               |
| 5          | 香港生物科技研究院 | 科學園路               | 5            | 馬料水公眾碼頭     | 科學園路               |
| 6          | 香港科學園         | 科技大道西             | 6            | 大老山隧道（A3）   | 大老山公路             |
| 7          | 香港科學園第三期   | 科技大道西             | 7            | 志蓮淨苑           | 鳳德道                 |
|            |                    |                        | 8            | 鑽石山站巴士總站   | 鑽石山站公共運輸交匯處 |

## 其他
本路線服務的目的地香港科學園，按區議會地區分界，屬沙田區範圍，即本路線實際上是沙田區對外巴士路線，但九巴卻將之列作大埔區範圍的跨區路線，故此巴士編號是大埔區的7字頭，而並非沙田區的8字頭，但卻是由沙田車廠派車。但隨着香港科學園不斷擴建，部分於第三期新落成的大廈已屬於大埔區範圍，但此路線於科學園第三期的巴士站仍屬於沙田區範圍。不過，隨着科學園第三期公共運輸交匯處於2016年8月6日起封閉，此路線往鑽石山站方向需改經科研路及創新路，不能再於第三期的巴士站調頭。由於科研路屬大埔區範圍，而變相使此路線駛經大埔區，但未有於大埔區設巴士站。

## 外部連結
- 九巴272S線—九龍巴士 （页面存档备份，存于）
- 九巴272S線—i-busnet.com （页面存档备份，存于）
- 九巴272S線—681巴士總站 （页面存档备份，存于）